# Sciurinae
De Sciurinae is een onderfamilie van de eekhoorns die de echte boomeekhoorns (Sciurini), waaronder de gewone eekhoorn, en de vliegende eekhoorns (Pteromyini) omvat. In oudere indelingen werd de naam "Sciurinae" gebruikt voor een onderfamilie die alle eekhoorns behalve de vliegende omvatte, maar genetische gegevens weerspreken deze classificatie.
De onderfamilie omvat de volgende geslachten:
- Geslachtengroep Echte boomeekhoorns (Sciurini)
  - Microsciurus (Amerikaanse dwergeekhoorns)
  - Rheithrosciurus (Borneo-eekhoorn)
  - Sciurus (Boomeekhoorns)
  - Syntheosciurus (Bergeekhoorns)
  - Tamiasciurus
- Geslachtengroep Vliegende eekhoorns (Pteromyini)
  - Aeretes
  - Aeromys
  - Belomys
  - Biswamoyopterus
  - Eoglaucomys
  - Eupetaurus
  - Glaucomys
  - Hylopetes
  - Iomys
  - Petaurillus
  - Petaurista
  - Petinomys
  - Priapomys
  - Pteromys
  - Pteromyscus
  - Trogopterus